# 마스튼 우주 센터
마스튼 우주 센터는 수직 이착륙에 사용할 로켓을 위주로 개발하는 우주 센터이다. 우주선 조립이나 우주선의 하드웨어나 소프트웨어 등을 개발하기도 하지만 대부분 로켓을 개발한다. 켈리포니아에 본사를 두고 있고, 2004년 처음 설립되었다. 현재 마스 2020의 역추진로켓을 개발하는데 총력을 쏟아붓고 있다.

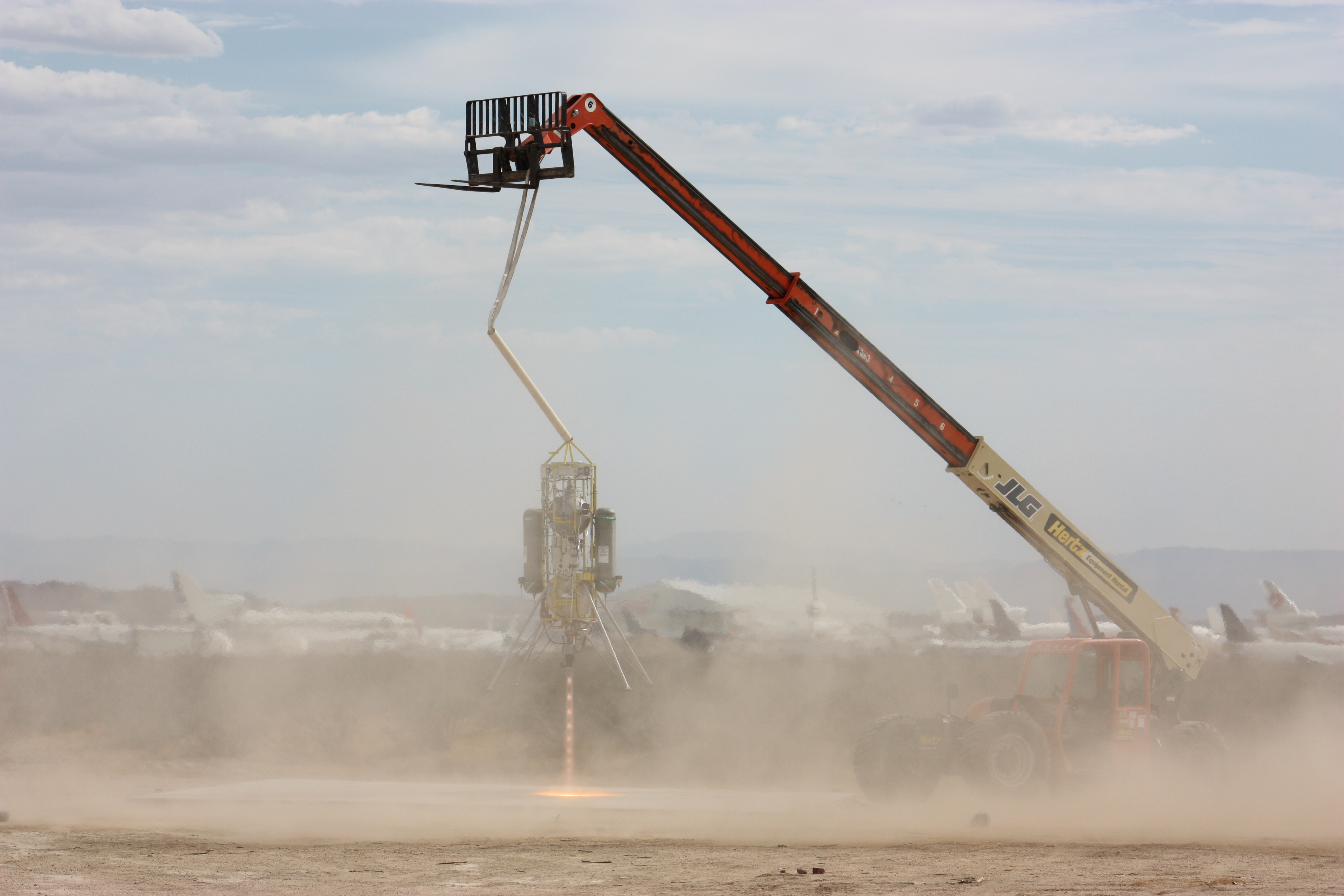
2009년 9월 11일 XA0.1B "Xombie"착륙선 테더 비행 테스트.

## 같이 보기
- 아르테미스 계획
- 아르마딜로 에어로스페이스
- 블루 오리진
- 간코마루 (우주선)
- 록히드 마틴 X-33
- 루나 랜더 챌린지
- 재사용 로켓 실험
- 스페이스X
- 벤처 스타